# Lycianthes pittieri
Lycianthes pittieri är en potatisväxtart som beskrevs av Friedrich August Georg Bitter. Lycianthes pittieri ingår i Himmelsögonsläktet som ingår i familjen potatisväxter. Inga underarter finns listade i Catalogue of Life.